# Spot!
Spot! è un singolo del rapper sudcoreano Zico, pubblicato il 26 aprile 2024.
Il brano vede la partecipazione della cantante sudcoreana Jennie.

## Formazione
- Zico – voce, produzione, arrangiamento vocale
- Jennie – voce aggiuntiva
- No Identity – arrangiamento vocale
- Eun Hee-young – registrazione, arrangiamento vocale
- Kim Joon-sang – registrazione
- StayTuned – missaggio
- Kwon Nam-woo – mastering